# Барлен
Барлен (фр. Barlin) насеље је и општина у североисточној Француској у региону Север-Па де Кале, у департману Па де Кале која припада префектури Béthune.
По подацима из 2011. године у општини је живело 7.514 становника, а густина насељености је износила 1215,86 становника/km². Општина се простире на површини од 6,18 km². Налази се на средњој надморској висини од 63 метара (максималној 131 m, а минималној 51 m).

## Демографија
| 1962. | 1968. | 1975. | 1982. | 1990. | 1999. | 2011. |
| ----- | ----- | ----- | ----- | ----- | ----- | ----- |
| 8.313 | 8.907 | 8.007 | 7.831 | 7.948 | 7.925 | 7.514 |

График промене броја становника у току последњих година